# Elspeth Howe
Elspeth Howe, nacida como Elspeth Rosamund Morton Shand (8 de febrero de 1932 - Idlicote, 22 de marzo de 2022) fue una política británica del grupo mixto parlamentario que desarrolló una amplia labor en la vida pública. Como viuda de Geoffrey Howe, fue anteriormente conocida como Lady Howe de Aberavon antes de recibir su nobleza por derecho propio, como baronesa Howe de Idicote.

## Biografía
Hija del escritor Philip Morton Shand y su cuarta mujer, Sybil Mary Shand (nacida Sisson, previamente Sta. Slee), fue tía de Camila de Cornualles (nacida Shand, anteriormente Parker Bowles), cuyo padre, Bruce Shand, es medio hermano suyo por parte de su padre debido a un matrimonio previo. Se educó en Wycombe Abbey, un destacado colegio privado solo para niñas en Inglaterra. Se casó con el prometedor político Geoffrey Howe en 1953, con el que tuvo un hijo y dos hijas.
Sirvió como vicepresidenta de la Comisión de Igualdad de Oportunidades desde 1975 hasta 1979, y en otros puestos desde 1980. Más tarde fue Presidenta de la Comisión de Normas de Radiodifusión. En los Honores de Año Nuevo de 1999 fue designada como Comandante de la Orden del Imperio Británico (CBE).
El 29 de junio de 2001, a los 69 años de edad, fue nombrada "baronesa Howe de Idlicote", de Shipston-on-Stour en el Condado de Warwickshire, por su propio derecho, convirtiéndose en la primera People's Peers. Ella y su marido fueron de las pocas personas que tuvieron nobleza por derecho propio. Habiendo sido ya nombrada Lady Howe por el título de sir de su marido y luego por su nobleza, se bromeó cuando ella recibió su propia nobleza con que era "una, dos, tres veces Lady".